# Klik & Play
Klik & Play è un programma che permette di creare videogiochi  una gamma di strumenti visuali, che permettono di creare dei piccoli giochi, corredati da grafica ed animazioni personalizzate, per Microsoft Windows. Klik & Play è uno strumento di programmazione senza script, ciò ne permette l'utilizzo anche agli utenti non tecnici grazie ad una semplice interfaccia punta e clicca.
L'applicazione è stata sviluppata dal Clickteam ed è il loro primo prodotto del genere.
Fu pubblicata dalla Maxis in Nord America, e dalla Europress nella maggior parte dell'Europa, infine nel 1994 fu pubblicata dalla Ubisoft in Francia.
La versione Klik and Play for schools fu distribuita sotto una licenza che ne restringeva l'utilizzo per soli scopi educativi.
I successori del Clickteam e di Klik and Play sono i The Games Factory (a volte chiamati Klik & Play 2) con il loro Click & Create a volte chiamato Multimedia Fusion Express e Multimedia Fusion.
In Multimedia Fusion cercarono di sviluppare un editor 3-D chiamato Jamagic, The Games Factory 2 e Multimedia Fusion 2.